# Пежо тип 88
Пежо тип 88 (фр. Peugeot Type 88) је моторно возило произведено од 1907. до 1908. од стране француског произвођача аутомобила Пежо у њиховој фабрици у Оданкуру. У том раздобљу је укупно произведено 625 јединица.
Возило покреће двоцилиндрични четворотактни мотор постављен напред, а преко ланчаног склопа је пренет погон на задње точкове. Његова максимална снага била је 10 КС, а запремина 1817 cm³.
Постоје три варијанте 88 А, 88 Б и 88 Ц са међуосовинским растојањем од 265 цм и размаком точкава 135 цм. Облик каросерије дупли фетон и торпедо, са простором за четири особе, а код варијанте комбија простор за две особе.